# Jens Kugler
Jens Kugler (* 12. Dezember 1961 in Dresden) ist ein deutscher Geologe, Fotograf, Autor und Verleger.

## Biographie
Kugler wuchs in Freital auf. Nach dem Schulabschluss begann er 1978 im Edelstahlwerk eine Ausbildung mit Abitur zum Metallurgen für Formgebung. Von 1981 bis 1985 studierte Kugler an der Bergakademie Freiberg Erkundungsgeologie. Der Geologie-Ingenieur war anschließend bis 1990 als Baugrundgeologe beim Rat des Bezirkes Karl-Marx-Stadt tätig. Nach der Auflösung der Geologischen Abteilung arbeitete Kugler im nordrhein-westfälischen Haltern am See im auf geologisch-mineralogische Fachliteratur spezialisierten Doris-Bode-Verlag sowie anschließend in Dresden und Freiberg als Schriftsetzer und Geologe.
1995 gründete Kugler den Jens-Kugler-Verlag als Zeitschriftenverlag für Publikationen zur sächsischen Bergbaugeschichte und begann u. a. mit der Herausgabe der Schriftenreihe „Akten und Berichte vom Sächsischen Bergbau“. Seit 1994 ist Kugler einer der Herausgeber des Original Sächsischen Bergbaukalenders. Seit 2002 war Kugler an Untersuchungen zu Machbarkeit des Projektes zur Aufnahme der Montanregion Erzgebirge in die UNESCO-Weltkulturerbeliste beteiligt und entwickelte dafür Marketingstrategien. Kugler ist Autor einer Vielzahl von Publikationen in internationalen Montanfachzeitschriften. Daneben sind auch fotografische Arbeiten Kuglers über historische Sachzeugen des erzgebirgischen Bergbaus in den verschiedensten Printmedien zu finden.
Kugler lebt in Kleinvoigtsberg bei Freiberg.

## Veröffentlichungen (Auswahl)
- Wolfgang Schreiber/Jens Kugler: Das beste Ertz ... – eine bergbauhistorische Reise durch das sächsische Erzgebirge, Haltern 1992. ISBN 3-925094-47-4
- Bernd Lahl/Jens Kugler: Alles kommt vom Bergwerk her – das große Buch vom Bergbau im Erzgebirge, Chemnitz 2005. ISBN 3-937025-13-8
- Der Reiche Matthias Erbstolln im Bergbaugebiet Mohorn-Grund, 2008
- Schätze aus dem Bergarchiv, Halle 2008
- Weißes Gold im Erzgebirge? Veit Hans Schnorr von Carolsfeld 1644–1715. Mironde Verlag, Niederfrohna 2010. ISBN 978-3-937654-57-7.
- mit Gunther Galinsky: Über Tage und unter Tage – Bergbaufotografie aus dem Freiberger Revier. Chemnitzer Verlag 2015. ISBN 978-3-944509-21-1
- Denkmale der Montangeschichte im Freiberger Nordrevier. in: Sächsisches Landesamt für Denkmalpflege (Hg.): Technische Denkmale in Sachsen. Arbeitsheft Nr. 27, Dresden 2017, S. 27–39